# Adobe InCopy
Adobe InCopy — профессиональный текстовый процессор, созданный Adobe Systems Inc, интегрированный в Adobe InDesign. InCopy стал прямым конкурентом Quark CopyDesk, которая была выпущена в 1991 году.
Adobe InCopy включили в пакет Adobe Creative Cloud.
Adobe InCopy может производить манипуляции с текстом, не затрагивая при этом макет издания. Таким образом, автор, редактор или корректор получает контроль над текстом, а дизайнер — над внешним видом страницы. При этом они могут работать над одним документом одновременно (например, при использовании локальной сети).